# Jejuri
Jejuri é uma cidade  no distrito de Pune, no estado indiano de Maharashtra.

## Geografia
Jejuri está localizada a 18° 17′ N, 74° 10′ L. Tem uma altitude média de 718 metros (2355 pés).

## Demografia
Segundo o censo de 2001, Jejuri tinha uma população de 12,000 habitantes. Os indivíduos do sexo masculino constituem 52% da população e os do sexo feminino 48%. Jejuri tem uma taxa de literacia de 73%, superior à média nacional de 59.5%: a literacia no sexo masculino é de 79% e no sexo feminino é de 67%. Em Jejuri, 14% da população está abaixo dos 6 anos de idade.